# LibreOffice Writer
LibreOffice Writer è un elaboratore di testi, componente del software di produttività personale LibreOffice, nato nel 2010 da un fork di OpenOffice.org Writer. Writer è un elaboratore di testi simile a Microsoft Word e Corel WordPerfect, con alcune caratteristiche identiche.
Come per l'intero pacchetto LibreOffice, Writer può essere utilizzato su una varietà di piattaforme, tra cui Microsoft Windows, GNU/Linux, FreeBSD e Solaris.

## Caratteristiche
Writer possiede tutte le caratteristiche necessarie per uno strumento di elaborazione di testi e desktop publishing.
È in grado di aprire e salvare i documenti in diversi formati, tra cui il formato OpenDocument (il formato di default), i formati .doc e .docx di Microsoft Word (sebbene con difetti di formattazione), oltre ai formati .rtf e XHTML.
Writer permette inoltre di salvare documenti in formato PDF apribili e leggibili con qualsiasi lettore del suddetto formato, ma non permette di aprire e modificare file in tale formato. Fornisce una serie di caratteristiche, come il completamento automatico durante la digitazione, la formattazione automatica e il controllo ortografico automatico.
Le caratteristiche includono:
- Le procedure guidate: permettono la creazione di documenti standard come lettere, fax, ordini del giorno e verbali, e rende più veloci operazioni complesse come la stampa unione;
- L'opzione Stili e Formattazione permette di utilizzare i fogli di stile per rendere facilmente coerente l'aspetto di un documento o di un insieme di documenti;
- Correzione automatica e controllo ortografico: si possono evitate gli errori di digitazione con il dizionario di Correzione automatica, che può effettuare un controllo ortografico mentre digitate;
- Writer può gestire l'utilizzo di lingue differenti nel documento;
- Completamento automatico: suggerisce parole e frasi comuni utili per completare il testo mentre si digita, utilizzando il dizionario integrato e la scansione dei documenti aperti;
- Cornici di testo: permettono operazioni di desktop publishing per dare a newsletter, volantini, ecc., lo stile che si desidera;
- Generazione di sommari e indici analitici, riferimenti bibliografici, illustrazioni, tabelle e altri oggetti;
- Writer può visualizzare più pagine mentre si effettuano modifiche, utile per documenti complessi o se si dispone di un display ampio (o di più monitor);
- La funzione "commenti" visualizza i commenti a lato del documento; per facilitarne l'identificazione, i commenti inseriti da utenti diversi vengono visualizzate in colori diversi, insieme alla data e all'ora della loro ultima modifica;
- È possibile rendere i documenti pronti per il web tramite la funzione di esportazione in HTML, oppure pubblicare automaticamente su un wiki in formato MediaWiki.
- la funzione "Esporta come PDF" (.pdf) genera un file in formato .pdf; tale funzione di esportazione offre un gran numero di opzioni di formattazione e di sicurezza, consentendo di soddisfare molti vincoli, compresa la produzione di file standard ISO PDF/A;
- Writer legge con facilità documenti realizzati con Microsoft Word; Writer può salvare in formato Microsoft Word; LibreOffice può anche aprire file .docx creati con Microsoft Office 2007 per Windows o Microsoft Office 2008 per Mac OS X (sebbene con imprecisioni).

## Cronologia dei rilasci
| Data di pubblicazione | Versione | Commenti |
| --------------------- | -------- | --- |
| 25 gennaio 2011       | 3.3      | - Importazione documenti di MS Works ora possibile. - Importazione di file SVG in Writer ora possibile. - Miglioramenti nell'importazione di file WordPerfect. |
| 3 giugno 2011         | 3.4      | - Nuovo gradiente per evidenziare le pagine, con configurazione dei colori nelle opzioni. |
| 14 febbraio 2012      | 3.5      | - Migliorata l'interfaccia utente per la gestione delle intestazione e dei piè di pagina. - Filtro di importazione per i documenti creati con Microsoft Visio |
| 12 agosto 2012        | 3.6      | - Supporto per l'importazione di Smart Art. - Conteggio parole nella barra di stato. |
| 7 febbraio 2013       | 4.0      | - Vari miglioramenti alla gestione dei file DOCX. |
| 25 luglio 2013        | 4.1      | - Le caselle di testo in Writer possono ora avere un gradiente come sfondo. |
| 30 gennaio 2014       | 4.2      | - Writer può ora creare file DOT. |
| 30 luglio 2014        | 4.3      | - Rimossa la limitazione a 72pt del pulsante "ingrandisci carattere". - Limitazione dei caratteri portata da 65.535 a 2.147.483.647. - Import/export dei commenti nidificati. |
| 29 gennaio 2015       | 4.4      | - Miglioramenti sostanziali dell'interfaccia utente. - Export di PDF con firma digitale. - Miglioramenti alla correzione automatica. - Miglioramenti alle revisioni. |
| 5 agosto 2015         | 5.0      | - Supporto alle Emoji e alla sostituzione del testo. - Anteprime degli Stili nella sidebar. - Evidenziazione del testo compatibile con Word. - Ritagliare un'immagine. - Miglior calcolo del numero di pagina visualizzato. - Gestione delle Tabelle. - Miglioramenti alle barre degli strumenti. - Miglioramenti all'importazione dei file (.doc, .rtf, supporto migliorato per i documenti OOXML). - Drag and Drop di immagini su Mac OS X. - RSID opzionali. - Funzionalità aggiuntive di LibreLogo. |
| 10 febbraio 2016      | 5.1      | - Miglioramenti dell'interfaccia utente. - Ulteriori miglioramenti all'interoperabilità del formato di documento proprietario. - Miglioramenti all'accesso remoto ai file. - Incorpora l'origine dati di posta/unione nel documento. - Modifiche alle impostazioni predefinite per i dialoghi Widow/Orphan e ortografico. - Opzione Nascondi spazi bianchi (nella visualizzazione a pagina singola). - Vai alla pagina desiderata in modalità anteprima di stampa. |
| 3 agosto 2016         | 5.2      | - Nuovi strumenti di disegno. - Nuovo pulsante per mostrare/nascondere la barra degli strumenti delle modifiche alla traccia. - Modalità barra degli strumenti singola. - Filtro di selezione nella scheda dei riferimenti incrociati. - Finestra di dialogo dei segnalibri riprogettata. |
| 1 febbraio 2017       | 5.3      | - Nuova finestra di dialogo per passare rapidamente a un'altra pagina. - Stili di tabella. - Nuovi strumenti di disegno per le frecce. - Un pulsante della barra degli strumenti per maiuscoletto. |
| 28 luglio 2017        | 5.4      | - Importazione di glossario da modelli Microsoft Word DOTM. - Mantenimento della struttura completa degli elenchi numerati e puntati mentre li esporti o li incolli come testo normale. - Creazione di filigrane personalizzate tramite il menu Formato. - Sono state aggiunte nuove voci del menu contestuale per lavorare con sezioni, note a piè di pagina, note di chiusura e stili. |
| 31 gennaio 2018       | 6.0      | - Aggiungi menu Modulo nella barra dei menu. - Il comportamento del campo di input migliora. - Implementa la rotazione delle immagini in qualsiasi angolazione. - Utilizza i file ODT e XLSX come origine dati per la stampa unione. - Nuovo stile di tabella predefinito. - Miglioramenti ai dizionari personalizzati per il controllo ortografico. |
| 8 agosto 2018         | 6.1      | - Miglioramenti multipli di testo ruby. - Supporta la generazione della riga della firma tramite il menu Inserisci. - Aggiungi impostazioni localizzate per gli ambiti delle schede e l'ordine dei sottotitoli. - Molteplici miglioramenti all'esportazione EPUB. - Nuovi stili di numerazione dei capitoli "spelling out". |
| 7 febbraio 2019       | 6.2      | - Reimplementazione dell'occultamento delle modifiche rilevate. - Copia e incolla i dati del foglio di calcolo direttamente in una tabella esistente. - I file di testo UTF-8 e UTF-16 possono essere salvati senza byte order mark (BOM). |
| 8 agosto 2019         | 6.3      | - La funzione dell'elenco delle eccezioni di Correzione automatica è stata estesa per evitare l'auto-maiuscolo in parole come mRNA, iPhone, fMRI. - Aggiunto il pulsante "Invia struttura agli Appunti" al Navigatore → Menu contestuale. - All'interno delle celle di una tabella e nelle cornici di testo sono possibili le nuove direzioni di scrittura: dal basso verso l'alto e da sinistra a destra. - Importare grafici da forme raggruppate di tipo drawingML provenienti da file DOCX. - Aggiungere campi di controllo per i formulari di Word. - Miglioramento delle prestazioni di Apertura/Salvataggio. |
| 29 gennaio 2020       | 6.4      | - Opzione per contrassegnare i commenti come risolti. - La direzione del testo btLr (dal basso in alto e da sinistra a destra) è ora disponibile anche nelle Cornici di testo di Writer. - Commenti su immagini e grafici di Writer. - Importanti miglioramenti alla gestione delle tabelle. |
| 5 agosto 2020         | 7.0      | - Navigatore è più facile da usare, con più menu contestuali. - Il testo semitrasparente è ora supportato. - I segnalibri ora possono essere visualizzati in linea nel testo. - Numerazione imbottita negli elenchi, per coerenza. - Migliore gestione delle virgolette e degli apostrofi. |
| 3 febbraio 2021       | 7.1      | |
| 19 agosto 2021        | 7.2      | |
| 3 febbraio 2022       | 7.3      | |
| 18 agosto 2022        | 7.4      | |
| 2 febbraio 2023       | 7.5      | |
| 21 agosto 2023        | 7.6      | |